# Singern (Marienheide)
Singern ist ein Ort der Gemeinde Marienheide im Oberbergischen Kreis in Nordrhein-Westfalen.

## Lage und Beschreibung
Singern liegt am nordöstlichen Ortsrand von Marienheide im Tal der Wipper. Nachbarorte sind Marienheide, Oberwipper und Griemeringhausen.

## Geschichte
Im Jahr 1389 wurde der Ort das erste Mal urkundlich unter der Bezeichnung „Singher“ erwähnt. An der Universität Köln studierte zu jener Zeit ein „Arn. de Singher“. In der Preußischen Uraufnahme von 1840 sind im Bereich der Ortschaft Singern zwei Wassermühlen verzeichnet. In der topografische Karte (Preußische Neuaufnahme) von 1894 bis 1896 ist eine davon als „Pv. M“ (Pulvermühle) beschriftet. 1931 sind beide Mühlenstandorte aus den topografischen Karten verschwunden.

## Busverbindungen
Über die im Ort gelegene Haltestelle Wipperweg der Linien 399 (VRS/OVAG) ist Singern an den öffentlichen Personennahverkehr angebunden.